# Grallipeza hyaloptera
Grallipeza hyaloptera är en tvåvingeart som beskrevs av Friedrich Georg Hendel 1936. Grallipeza hyaloptera ingår i släktet Grallipeza och familjen skridflugor. Inga underarter finns listade i Catalogue of Life.